# Emine Nazikeda Kadın
Emine Nazikeda Kadınefendi (en turco otomano: نازك ادا قادين, "uno de modales delicados", 9 de octubre de 1866 - 4 de abril de 1941) fue la esposa del último sultán Mehmed VI del Imperio Otomano.
El título completo era: Devletlu İsmetlu Aliyyetü'ş-Şân Baş Emine Nazikeda Kadın Efendi Hazretleri

## Vida
Emine Nazikeda nació el 9 de octubre de 1866 en Chebelda, y era hija de Hasan Ali Marshania y su esposa Fatma Horecan Aredba. Su verdadero nombre es Emine Marshan. Era prima de Mezidemestan Kadınefendi, la sexta esposa del sultán Abdul Hamid II.
En 1877, Emine junto con sus hermanas Daryal y Naciye Hanim y sus primas Amine, Rumeysa, Pakize, Fatma y Kamile Hanim abandonaron su ciudad natal y llegaron a Estambul, donde se rindieron al palacio de Cemile Sultan. La tía de Suzidil Hanim fue Dama de Honor de Cemile Sultan. Tenía dos hermanos mayores, Mehmed Bey y Abdülkadir Bey.
Pasó su infancia en el palacio de Cemile Sultan, donde tomó lecciones de piano. También estaba interesado en la equitación y tomó lecciones de equitación en el parque del palacio de Cemile Sultan. Fue dama de honor de la hija de Cemile Sultan, Fatma Hanimsultan.
En 1884, atrajo la atención del Şehzade Vahdettin (más tarde Mehmed VI) de quien se enamoró. El Vahdettin pidió su mano a Cemile Sultan. Emine y el Vahdettin se casaron en el Palacio de Ortaköy el 8 de junio de 1895. Tres años después de la boda, en 1888, Emine dio a luz a sus hijas gemelas, Münire Sultan y Fehime Sultan, que murieron poco después. En 1892 dio a luz a su tercera hija, Fatma Ulviye Sultan, y en 1894 a su cuarta y última hija, Rukiye Sabiha Sultan.
Durante la Guerra de Independencia de Turquía que ocurrió entre el 19 de mayo de 1919 y el 24 de julio de 1923, Emine apoyó organizaciones benéficas, escuelas, hospitales y mezquitas. En 1922, el sultán Mehmed VI fue depuesto y exiliado. Emine, junto con otros miembros de la familia imperial, fue puesta bajo arresto domiciliario en el Palacio de Feriye por orden del nuevo parlamento hasta el 10 de marzo de 1924, cuando fue enviada al exilio. Vivió en San Remo, Italia hasta la muerte de su esposo en 1926, luego en Francia y desde 1929 en El Cairo. 
Emine Nazikeda murió el 4 de abril de 1941 en El Cairo a la edad de 74 años. Está enterrada en el cementerio de Abassiye.